# Sjukhusdrama
Sjukhusdrama är en genre av tv-serier eller filmer där fokuset ligger på att huvudkaraktärerna jobbar på ett sjukhus. Sjukhusdrama-serier kretsar oftast runt sjukhus, ambulanser och andra medicinsk-relaterade platser.
Exempel på sjukhusserier är St. Elsewhere, Grey's Anatomy, Code Black, Open Heart, House, Cityakuten, Chicago Hope och Chicago Med. Sjukhusdraman kan både vara verklighetstrogna (som i Grey's Anatomy) och humorrelaterade (som i Scrubs).
I USA kallas genren oftast för "Medical Drama".
En svensk TV-serie med inslag av sjukhusdrama var såpoperan Vita Lögner, som till stor del utspelar sig på ett sjukhus i den fiktiva staden Strömsvik, även om fokuset i serien inte ligger på själva vårdaspekterna. Ett annat exempel på ett svenskt sjukhusdrama är TV-serien OP7. 